# Euplectes progne
La vedova codalunga (Euplectes progne (Boddaert, 1783)), è un uccello passeriforme della famiglia Ploceidae, noti anche come uccelli tessitori per l'abitudine di costruire nidi particolarmente grandi e complessi.

## Descrizione

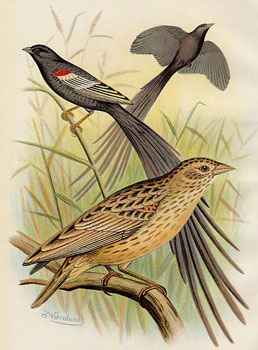
Un'immagine ritraente in primo piano un esemplare femmina di E. progne ed in secondo due maschi.

Le vedove codalunga presentano un dimorfismo sessuale distinto, maschi e femmine mostrano sia differenze di comportamento sia morfologiche, che, dopo degli studi dello zoologo svedese Malte Andersson del 1982, si sono rivelate essere causate dalla selezione sessuale.
I maschi adulti, completamente neri se non in una parte del dorso e dell'esterno ala che presenta penne rosse e bianche, sono caratterizzati da delle code molto lunghe, formate da 12 penne che possono arrivare a misurare anche mezzo metro per le più sviluppate. Per colpa di queste lunghe code il volo di questi uccelli è molto difficoltoso ed irregolare.
Le femmine adulte sono molto simili ai maschi se non si conta lo sviluppo della coda ma hanno una colorazione più chiara tendente al giallo, sebbene il dorso arrivi a brunirsi con molta intensità.
Maschi e femmine immaturi sono molto simili in apparenza alla femmina adulta. Tuttavia, i maschi immaturi, proprio come i maschi non da riproduzione adulti, sono leggermente più grandi delle femmine adulte.

## Distribuzione e habitat

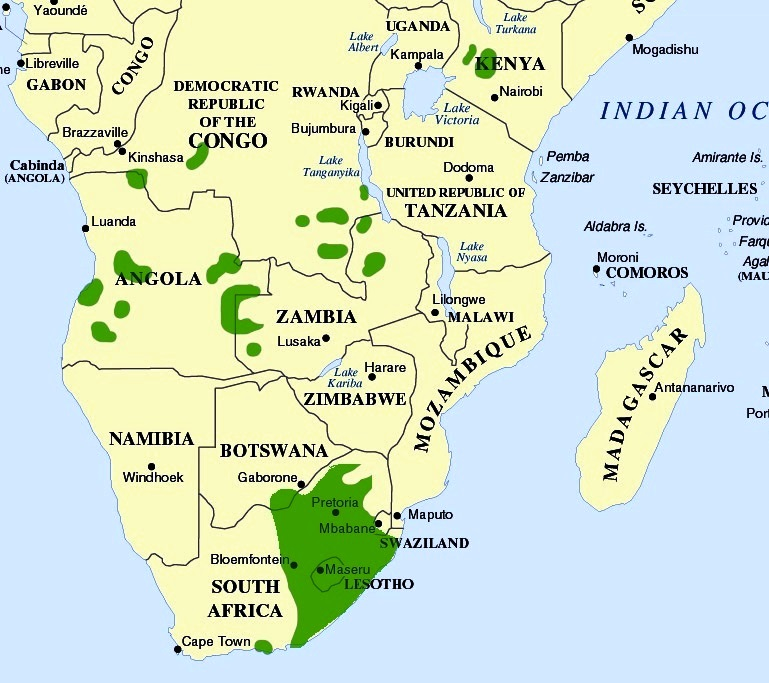
In verde la distribuzione della vedova codalunga in Africa.

Ci sono tre note popolazioni isolate di Euplectes progne; la prima si trova negli altopiani del Kenya, la seconda in Congo, Angola, Zaire meridionale e Zambia mentre la terza in Sudafrica, Botswana, Lesotho e Swaziland. Non si conosce con esattezza il periodo durante il quale queste popolazioni erano in contatto, però la popolazione centrale differisce in modo particolare, nella morfologia, dalle altre due.
Le vedove lungacoda, organizzati in stormi composti da uno o due maschi ed una serie di femmine, si stanziano generalmente in zone paludose.

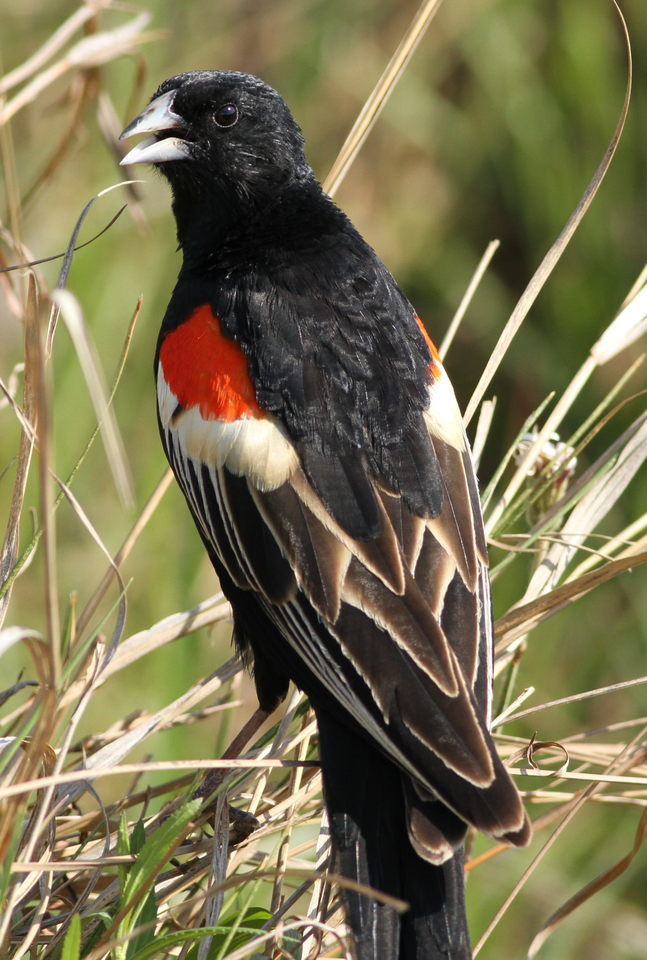
la livrea del maschio adulto.

## Tassonomia
Sono note le seguenti sottospecie:
- Euplectes progne delamerei
- Euplectes progne delacouri
- Euplectes progne ansorgei
- Euplectes progne progne

## Conservazione
La IUCN Red List classifica E. progne come specie a basso rischio (Least Concern).